# Robert Högfeldt
Gustav Robert Högfeldt, född 13 februari 1894 i Eindhoven, Nederländerna, död 5 juni 1986 i Djursholm, var en svensk tecknare, grafiker, illustratör och karikatyrist.

## Biografi
Högfeldt studerade måleri i Düsseldorf, 1913/17 vid Stockholms Akademi och i Paris. Han bereste Frankrike och Italien och levde i Stockholm. Högfeldt är särskilt känd för sina humoristiska bilder och bokillustrationer som t.ex. i Maria Olofsson bok På trollkalas, sagor för snälla och stygga barn. Högfeldt tecknade vinjetten till förstautgåvan av Fridas bok.
En del av hans verk måste idag betecknas som rasistiska. Svarta människor avbildades med de för tiden typiska attributen, såsom jätteläppar. En teckning med titeln Fel leverans visar ett svart barn som släpps ner av storken i en skorsten i en stad med bara vita människor. I akvarellen Farlig kust dansar en svart flicka i bastkjol för att locka till sig en intet ont anande sjöman, medan kannibaler väntar bakom ett plank med grytan kokande.
Högfeldt finns representerad vid bland annat Norrköpings konstmuseum.

### Illustrerade böcker av andra upphovsmän
- Nordenstreng, Rolf (1923). Sagor från Midgård och Utgård. Stockholm: Geber. Libris 1475889
- Bürger, Gottfried August (1924). Baron von Münchhausens underbara resor och äventyr till lands och vatten såsom han själv brukade berätta dem i vänkretsen : utgivna till 200-årsminnet av hans födelse. Klassiska folkböcker ; 1. Stockholm: Wahledow. Libris 1472444
- Swift, Jonathan (1947). Gulliver's travels. Stockholm: Jan. Libris 1429983 - Även dansk, norsk och tysk upplaga.
- Carroll, Lewis (1945). Alice in Wonderland and through the looking-glass. Stockholm: Jan förlag. Libris 9896719 - Tyska upplagor 1947 och 1960.
- Also geht es auf der Welt : Sprichwörter : neunundreissig farbige Zeichnungen. [Wien]. 1950. Libris 2719426
- Knutsson, Gösta (1952). Vill du läsa om Pelle Svanslös? : bredvidläsebok för skolans lågstadium (1. uppl). Stockholm: Sv. bokförl. (Bonnier). Libris 2745915
- Britten Austin, Paul (1977). Kejsaren, hönan och ägget samt andra berättelser. Stockholm: Rabén & Sjögren. Libris 7234107. ISBN 91-29-50271-3
- Källor till vardagsglädje. Stockholm: Bergh. 1980. Libris 7401008. ISBN 91-502-0551-X
- Alice i Underlandet. Dialoger, 0283-5207 ; 53. Stockholm: Kungliga Dramatiska teatern. 2000. Libris 3619975

## Filmografi
- 1934 – Bam-Bam – Så tuktas ett troll

## Teater

### Scenografi
| År   | Produktion | Upphovsmän  | Regi        | Teater |
| ---- | ---------- | ----------- | ----------- | ------ |
| 1938 | Tummeliten | John Botvid | John Botvid | Folkan |